# 李元荣
李元荣（1922年5月—2016年3月5日），男，山东莱芜人，中华人民共和国政治人物，中国共产党党员。

## 生平
1922年5月生于莱芜县孙故事村。1938年11月加入中国共产党。1939年1月任中共莱芜矿山区宣传委员。1941年10月至1944年5月任中共莱芜县委组织部部长。1944年5月至1947年4月任中共淄川县委副书记兼独立营政委。后历任泰山区支前司令部政治部副部长，博山县工商局局长、县委委员。
1950年7月至12月任山东省百货公司经理。后任山东省商业厅人事处处长、厅党组副书记，1952年9月至1958年5月任山东省商业厅厅长，党组书记，兼任省工商管理局局长。1966年5月至1967年1月任青岛市人民委员会市长、中共青岛市委书记处书记。1967年1月被造反派“夺权”，1968年2月改任青岛市革委会副主任、中共青岛市革命委员会核心小组成员。1973年至1975年4月任山东胜利石油化工总厂政委。1975年4月至1983年4月历任中共济南市委副书记、革委会副主任、济南市市长。1983年4月任济南市第九届人大常委会主任，党组副书记。除上述职务外另曾任中国共产党第八次全国代表大会代表，中共山东省第一、四、五、六次代表大会代表，山东省第一、三、五至十二届人民代表大会代表，并当选为山东省第三、五届人民委员会委员，济南市第八届至十五届人民代表大会代表。1993年12月离休。
2016年3月5日在济南逝世。